# Milan Lešický
Milan Lešický (* 11. července 1945, Trenčianske Teplice) je bývalý slovenský fotbalista a fotbalový trenér. Jeho otec Štefan Lešický byl ligovým brankářem Sloveny Žilina.

## Trenérská kariéra
Trénoval mj. FC Nitra, slovenskou reprezentaci do 21 let, MŠK Žilina, FK Púchov, FC Spartak Trnava a působil i jako sportovní ředitel FK Viktoria Žižkov.
- 1989/90 FC Nitra
- 1990/91 FC Nitra
- 2002/03 MŠK Žilina
- 2003/04 MŠK Žilina